# Desert Sunlight Solar Farm
Desert Sunlight Solar Farm — фотоэлектрическая станция общей мощностью 550 МВт. Расположена в пустыне Мохаве, штат Калифорния, США. Строительство началось в 2011 году и было полностью завершено в январе 2015 года. С ноября 2013 года Desert Sunlight Solar Farm поставляет электричество потребителям.
Desert Sunlight Solar Farm включает две единицы (250 и 300 МВт), строительство которых осуществлялось параллельно. Электростанция занимает участок площадью 16 квадратных километров поблизости от национального парка Джошуа-Три. В соответствии с проектом электростанция должна использовать 8,8 миллиона тонкослойных фотоэлектрических модулей на основе теллурида кадмия, произведенных американской компанией First Solar.
Проект электростанции подвергся критике из-за возможных негативных экологических последствий. Ассоциация сохранения национальных парков издала отчет, в котором сообщила, что участок для Desert Sunlight Solar Farm был выбран неудачно. По утверждению Ассоциации, строительство станции нанесет ущерб редким пустынным растениям и животным. Экологические группы пытались добиться отмены проекта через суд, настаивая, что он нарушает природоохранное законодательства штата Калифорния. Суд не нашел нарушения законодательства и отметил, что компании-разработчики согласились оставить часть территории станции для сохранения среды обитания местных видов.
Desert Sunlight Solar Farm наряду с другими проектами возобновляемой энергии реализуется в рамках цели штата Калифорния — обеспечить получение 33 % потребляемой электроэнергии из возобновляемых источников к 2020 году.

## Производство электричества
| Год   | Янв    | Фев    | Мар    | Апр    | Май    | Июн    | Июл    | Авг    | Сен    | Окт    | Ноя    | Дек    | Всего   |
| ----- | ------ | ------ | ------ | ------ | ------ | ------ | ------ | ------ | ------ | ------ | ------ | ------ | ------- |
| 2013  |        |        |        |        |        |        |        |        |        |        | 12 877 | 15 657 | 28 534  |
| 2014  | 21 773 | 27 207 | 34 901 | 41 461 | 39 400 | 43 829 | 51 572 | 39 497 | 46 360 | 48 984 |        |        | 394 984 |
| Total | Total  | Total  | Total  | Total  | Total  | Total  | Total  | Total  | Total  | Total  | Total  | Total  | 423 518 |

| Год   | Янв    | Фев    | Мар    | Апр    | Май    | Июн    | Июл    | Авг    | Сен    | Окт    | Ноя    | Дек    | Всего   |
| ----- | ------ | ------ | ------ | ------ | ------ | ------ | ------ | ------ | ------ | ------ | ------ | ------ | ------- |
| 2013  |        |        |        |        |        |        |        |        |        |        | 32 709 | 33 043 | 65 752  |
| 2014  | 32 312 | 34 615 | 44 998 | 45 876 | 43 733 | 47 205 | 45 698 | 44 642 | 66 531 | 51 571 |        |        | 457 181 |
| Total | Total  | Total  | Total  | Total  | Total  | Total  | Total  | Total  | Total  | Total  | Total  | Total  | 522 933 |